# Đông Thành Vệ
Đông Thành Vệ (giản thể: 东城卫; phồn thể: 東城衛; bính âm: Dong Cheng Wei) là một ban nhạc rock Đài Loan. Đây là ban nhạc underground được thành lập trong suốt những năm tháng Trung học phổ thông của các thành viên. Ban nhạc đã giành được sự nổi tiếng nhất định vì thành công của giọng ca hát chính, Uông Đông Thành và sự xuất hiện trên các bộ phim truyền hình như Chung cực nhất ban, Chung cực nhất gia, Chung cực Tam Quốc, Chung cực nhất ban 2, Chung cực nhất ban 3, Chung cực ký túc, Ác nữ cuối cùng (Chung cực ác nữ) và Chung cực nhất ban 4.

## Tiểu sử
Ngày 1 tháng 6 năm 2010, Đông Thành Vệ chính thức gia nhập công ty thu âm Warner Music Đài Loan.

### Thành viên ban nhạc
Trần Đức Tu (陳德修)
Lý Minh Hàn (李明翰)
Đặng Hoa Đôn (鄧樺敦)
Trần Chí Giới (陳志介)
Uông Đông Thành

## Âm nhạc
Ban nhạc từng sáng tác một ca khúc có tên là "Nhật ký trốn chạy nhân gian" (tiếng Trung: 人間逃亡記; bính âm: Rén jiān táo wáng jì; Hán-Việt: Nhân gian đào vong ký) vào thời kỳ nhóm mang tên Karma, do Uông Đông Thành viết lời.